# José Juan Belda Inglés
|  | No confondre amb el ciclista José Belda Mira |

José Juan Belda Inglés   (Bétera, 1947 - 16 de gener de 2021) també conegut com a JJ Belda va ser un dissenyador valencià.
Inicia la seva tasca professional el 1970 dedicant-se al disseny de mobiliari i l'interiorisme. Va formar part dels equips de disseny Caps i Mans (1974-1984), La Nave (1984-1990), per després constituir l'Estudi Ni (1991). És soci fundador de les associacions Nou Disseny Valencià (1973) i de l'Associació de Dissenyadors de la Comunitat Valenciana (ADCV, 1985).
Fou professor d'interiorisme i projectes a l'Escola Superior de Disseny Industrial ESDI-CEU de València. Va realitzat treballs d'interiorisme, de disseny d'estands i d'exposicions i va dissenyar, entre altres productes, joguines, llums, etc. També va ser comissari d'exposicions com "El disseny a l'Escola d'Arts i Oficis. 150 Aniversari" o "20 Mesas del Siglo XX". Els seus productes han estat publicats en nombrosos llibres i revistes com New Spanish Design, Euro Design i han estat presentats en diverses exposicions ("Créateurs Européens- al Grand Palais des Arts a París, "Spain the New Style" a Harrods de Londres o "José Belda" a la Galeria Luis Adelantado de València). Entre els seus dissenys podem citar el moble bar Polifemo (1987) o la butaca Gong (1987).